# Nabu-mukin-apli
Nabû-mukin-apli, (<<Nabu instituye un heredero legítimo>>) 978–943 a. C., fue el fundador de la VIII Dinastía de Babilonia, también llamada Dinastía de E, una secuencia mixta de las dinastías VIII y IX de Babilonia, gobernando durante 36 años. La Lista sincrónica de reyes le registra como contemporáneo del rey asirio Tiglatpileser II. Su reinado estuvo plagado de invasiones arameas, con lo que Babilonia resultó separada de su hinterland agrícola durante varios años, siendo incapaz, por tanto, de celebrar el festival de año nuevo.
Su reinado cae en medio de la era oscura de Babilonia, por lo que las fuentes antiguas son escasas. Es mencionado en la Crónica ecléctica, pero no ha sobrevivido ninguna información histórica. La Crónica religiosa proporciona la mayoría de los detalles sobre su reinado. El festival Akitu, o festival de año nuevo de Marduk y Nabû, fue interrumpido varias veces, en un intervalo de nueve años consecutivos, debido a los beligerantes arameos.
Su hijo menor, Rīmūt-ilī, actuó como šatam ekurrāti, supervisor de los templos. Fue sucedido por sus otros hijos, primero por Ninurta-kudurri-usur II, durante 8 meses, y luego por Mar-biti-ahhe-iddina, por un período indeterminado.